# Leucocoryne alliacea
Leucocoryne alliacea (лат.) — вид многолетних луковичных растений из рода Leucocoryne.

## Расположение и места обитанания
Вид распространен в горных регионах Чили. Растет на каменистых почвах.

## Описание
Многолетнее растение высотой до 30 см. Цветки с зеленовато-белым трубчатым околоцветником о шести явно выраженных, примерно равных заострённых синих листочков. Листья длинные, прямые, мягкие.